# Municipio de West Heron Lake
El municipio de West Heron Lake (en inglés: West Heron Lake Township) es un municipio ubicado en el condado de Jackson en el estado estadounidense de Minnesota. En el año 2010 tenía una población de 181 habitantes y una densidad poblacional de 2,54 personas por km².

## Geografía
El municipio de West Heron Lake se encuentra ubicado en las coordenadas 43°42′37″N 95°17′12″O / 43.71028, -95.28667. Según la Oficina del Censo de los Estados Unidos, el municipio tiene una superficie total de 71.29 km², de la cual 70,59 km² corresponden a tierra firme y (0,98 %) 0,7 km² es agua.

## Demografía
Según el censo de 2010, había 181 personas residiendo en el municipio de West Heron Lake. La densidad de población era de 2,54 hab./km². De los 181 habitantes, el municipio de West Heron Lake estaba compuesto por el 95,58 % blancos, el 3,87 % eran de otras razas y el 0,55 % eran de una mezcla de razas. Del total de la población el 5,52 % eran hispanos o latinos de cualquier raza.